# لی اون-کیونگ (تیرانداز)
لی اون-کیونگ (کره‌ای: 이 은경؛ زادهٔ ۱۵ ژوئیه ۱۹۷۲) کماندار اهل کره جنوبی است.
وی در مسابقات کشوری و بین‌المللی در مجموع برندهٔ ۲ مدال طلا شده‌است.